# Alf Ramsey
Pour les articles homonymes, voir Ramsey.
Alfred Ernest Ramsey, dit Alf Ramsey, né le 22 janvier 1920 à Dagenham (Londres) et mort le 28 avril 1999 à Ipswich dans le Suffolk, est un footballeur international puis entraîneur anglais.
Défenseur latéral formé à Portsmouth, Ramsey évolue ensuite à Southampton, où il est sélectionné pour la première fois en équipe nationale à 28 ans, puis à Tottenham Hotspur à partir de 1949, avec lequel il remporte le championnat anglais en 1951. À la fin de sa carrière, il compte 32 capes en équipe d'Angleterre.
Nommé entraîneur d'Ipswich Town dès sa retraite sportive, il mène en sept ans le club de la troisième division au titre national. Quelques mois après l'élimination de son club face au Milan AC en Coupe des clubs champions européens 1962-1963, il devient sélectionneur de l'équipe nationale anglaise, qu'il  mène à la victoire lors de la Coupe du monde de 1966, organisée par son pays.
Anobli à ce titre l'année suivante, il reste en poste jusqu'en 1974, puis prend sa retraite après deux piges peu concluantes à Birmingham City puis au Panathinaïkos, en Grèce.

## Biographie

### Carrière de joueur
Alfred Ramsey naît à Dagenham, quartier de Londres en Angleterre. Il commence le football en amateur avec son régiment de l'armée, jouant pour Portsmouth dans le championnat de Londres de guerre en 1942 avant de rejoindre Southampton de 1943 à 1949 (à partir de 1944 comme professionnel), et enfin Tottenham Hotspur. Il est très remarqué avec les Spurs, participant au poste d'arrière droit à plus de 250 matchs de championnat et de coupe, et fait ses débuts internationaux contre la Suisse en 1948. Il porte le brassard de capitaine de l'équipe nationale à trois reprises, suppléant Billy Wright dans ce rôle. Sa dernière apparition avec l'Angleterre est le fameux « match du siècle » perdu 3–6 contre la Hongrie en novembre 1953, lors duquel il réduit l'écart en fin de match sur penalty. En tant que joueur, Ramsey est considéré comme lent, mais il possède un bon sens du placement et lit le jeu mieux que la plupart des joueurs de son époque. Il est également un spécialiste des penalties. Son sang-froid et sa capacité à anticiper la réaction du gardien de but dans cet exercice lui valent le surnom de « Général ».

### Carrière d'entraîneur

#### Ipswich Town
Il prend sa retraite de joueur en 1955 pour devenir entraîneur d'Ipswich Town. Il mène le club du Suffolk à la troisième place de la Third Division South dès sa première saison, l'équipe marquant 106 buts en 46 matchs de championnat. La deuxième saison de Ramsey à la tête du club voit ce dernier remporter le titre de champion de troisième division et obtenir ainsi la promotion en deuxième division.
Lors des trois saisons qui suivent, Ipswich Town se maintient en deuxième division en se classant en milieu de tableau. Parallèlement, le club atteint le cinquième tour de la FA Cup lors de la saison 1958-59. La quatrième saison consécutive en deuxième division apporte la consécration à Portman Road puisque Ramsey guide les Bleus au titre de champion et à l'élite pour la première fois de l'histoire du club.
L'Ipswich de Ramsey réalise un exploit sans précédent au cours de la saison suivante en remportant le titre de champion d'Angleterre pour leur première saison au plus haut niveau. Pourtant, la majorité des observateurs avait promis au club une lutte contre la relégation au début de la saison.
La tactique mise en place par Ramsey, s'appuyant sur une équipe solide mais dépourvue de joueur d'exception, déconcerte les illustres clubs contre lesquels Ipswich joue. Ramsey trouve à Ipswich le style de jeu qu'il mettra en œuvre avec l'équipe d'Angleterre dès le mois d'avril suivant, choisissant les joueurs adaptables à son système sur le terrain. Il quitte Ipswich Town le 29 avril 1963 après huit saisons et une épopée de la troisième division au sommet du football anglais.

#### Équipe d'Angleterre
Ramsey est nommé sélectionneur de l'Angleterre le 25 octobre 1962 et prend ses fonctions le 1er mai 1963. Il fait immédiatement sensation en prédisant que l'Angleterre allait gagner la prochaine Coupe du monde, qui doit avoir lieu en Angleterre en 1966. Il s'agit d'une déclaration audacieuse car les performances de l'Angleterre sur la scène internationale ont été pauvres jusqu'alors. La Coupe du monde commence en 1930 mais l'Angleterre refuse d'y participer jusqu'en 1950, où elle subit une embarrassante défaite contre les États-Unis (Ramsey jouant au poste d'arrière droit dans ce match). Après son intronisation, Ramsey demande un complet contrôle sur la sélection de l'effectif. Avant Ramsey, Walter Winterbottom occupait le rôle de sélectionneur, mais les sélections ont souvent été effectuées par les instances dirigeantes du football anglais. Ramsey récupère l'ensemble de ces fonctions, ce qui fait de lui le premier véritable sélectionneur de l'Angleterre.
L'Angleterre de Ramsey s'engage dans les éliminatoires du Championnat d'Europe 1964. Elle ne réussit pas à se qualifier pour la phase finale, battue par la France qui lui inflige à cette occasion sa plus lourde défaite à l'extérieur hors matchs amicaux sur le score de 5–2, lors du premier match de Ramsey à la tête de l'équipe.
Ramsey est un sélectionneur ferme mais juste et est souvent considéré comme difficile par la presse. Il tient un régime strict avec ses joueurs et fait en sorte que nul ne sente qu'il puisse jouir d'un statut spécial, joueur de renommée ou non. En mai 1964, après que certains joueurs ne se sont pas présentés à une réunion dans un hôtel sur une prochaine tournée, dont Jimmy Greaves, Bobby Moore et Bobby Charlton, ceux-ci découvrent à leur retour en chambre leurs passeports sur les lits. Sa discipline ne convient pas à tous, mais la plupart des joueurs s'y plie et montre beaucoup de respect pour Ramsey. Dans la préparation pour la Coupe du monde 1966, Ramsey fait en sorte qu'aucun joueur ne considère sa place parmi les 22 sélectionnés acquise d'avance, ce qui crée une émulation au sein du groupe. Sa décision de nommer le jeune Bobby Moore comme capitaine montre également la capacité de Ramsey à déceler un grand potentiel chez un jeune joueur. Comme joueur, Ramsey avait une bonne vision du jeu, une qualité qu'il a su mettre à profit au poste d'entraîneur, pour lequel il avait des idées révolutionnaires.

##### Tactique
Pendant sa période à Ipswich, Ramsey commence à expérimenter un nouveau style de jeu qui conduit à sa tactique adoptée en équipe d'Angleterre et baptisée Wingless Wonders (« les merveilles sans ailes »). Puisque les ailiers naturels ne sont généralement pas connus pour leurs qualités défensives, Ramsey les abandonne pour des milieux offensifs qui peuvent aussi reculer dans des rôles défensifs. Ce système s'avère révolutionnaire car il déconcerte souvent les défenses adverses, qui s'attendent naturellement à voir un ailier descendre le flanc de la défense une fois la balle lancée. Au contraire, les milieux offensifs et les attaquants récupèrent le ballon au milieu de la défense et s'infiltrent pour marquer. Ce style de jeu donne de bons résultats à Ipswich, mais il montre vraiment ses preuves lors d'un match amical de l'Angleterre en Espagne avant la Coupe du monde. Comme Bobby Charlton le fait remarquer, « les arrières espagnols se regardaient les uns les autres pendant que nous allions en grand nombre par le milieu ».

##### Coupe du monde 1966
La Coupe du monde 1966 se dispute à domicile, l'Angleterre, qualifiée d'office en tant que pays organisateur, est dispensée de matchs de qualification. Au premier tour de la compétition, elle fait match nul 0–0 contre l'Uruguay malgré la titularisation d'attaquants de talent tels que Jimmy Greaves et Roger Hunt. La fameuse déclaration Ramsey faite trois ans plus tôt commence à être remise en question, mais il reste calme et continue à expérimenter face au Mexique lors du prochain match. Ramsey utilise la formation 4–3–3 et aligne un ailier pour chacun des matchs du premier tour : John Connelly contre l'Uruguay, Terry Paine contre le Mexique et Ian Callaghan contre la France. Ramsey relègue Alan Ball et John Connelly sur le banc de touche et relance Terry Paine et Martin Peters, des milieux de terrains dont le style de jeu porté vers l'attaque correspond aux qualités recherchées par Ramsey dans son système. L'Angleterre gagne sur le score de 2–0 contre le Mexique. Ramsey remplace Terry Paine par Ian Callaghan pour le dernier match de groupe contre la France remporté sur le même score, offrant la qualification pour la phase à élimination directe. Cependant, une mauvaise nouvelle arrive à la suite de ce dernier match avec la blessure de l'attaquant de Tottenham Jimmy Greaves, indisponible pour les matchs à venir. Bien qu'il ait retenu des attaquants plus expérimentés dans son effectif, Ramsey choisit le jeune Geoffrey Hurst de West Ham pour pallier l'absence de Greaves.
Lors des quarts de finale, l'Angleterre affronte l'Argentine dans un match délicat marqué par la violence et le refus du capitaine argentin Antonio Rattín de sortir après une expulsion qu'il juge imméritée. Ramsey n'utilise plus d'ailier et décide de passer du 4–3–3 au 4–4–2. Avec Ball et Peters opérant sur les flancs, le milieu de terrain est maintenant doté de Nobby Stiles et Bobby Charlton au centre. L'Angleterre s'impose 1–0 grâce à Geoff Hurst et accède ainsi aux demi-finales pour la première fois de son histoire. Ramsey s'attire les foudres lorsqu'il ordonne à ses joueurs de ne pas échanger leur maillot avec les Argentins pour protester contre leur jeu violent et aurait ensuite décrit les joueurs argentins comme des « animaux ». En demi-finale, l'Angleterre fait face à une équipe portugaise fluide et habile alignant le meilleur buteur du tournoi, Eusébio. Toutefois, l'Angleterre gagne le match 2–1, concédant son premier but de la compétition, sur penalty.
Le 30 juillet 1966 à Wembley, la promesse de Ramsey est respectée et l'Angleterre devient championne du monde en battant la RFA dans une finale palpitante marquée par un but litigieux dans la prolongation. La tactique de Ramsey et ses décisions font leurs preuves dans cette finale. Jimmy Greaves rétabli, Ramsey subit des pressions pour le titulariser à nouveau sur l'aile : mais il campe sur ses positions et garde foi en Geoff Hurst, qui justifie ce choix de Ramsey en marquant un hat-trick pour une victoire 4–2 (après prolongation) .
Alf Ramsey est anobli en 1967 en reconnaissance de ce triomphe.

##### L'après-sacre
Bien que battue par l'Écosse à domicile dans les éliminatoires, l'Angleterre se qualifie pour le championnat d'Europe 1968, avant de perdre 1–0 contre la Yougoslavie en demi-finales. L'Angleterre doit se contenter de la troisième place en battant l'Union soviétique 2-0.
La réussite change de camp pour l'Angleterre de Ramsey dans les années 1970. Championne du monde en titre, l'Angleterre est une nouvelle fois dispensée de matchs qualificatifs car qualifiée d'office pour la Coupe du monde 1970. Elle se présente au tournoi comme l'une des équipes favorites et beaucoup la jugent supérieure à celle de 1966. L'Angleterre termine deuxième de son groupe avec une victoire 1–0 contre la Roumanie, une défaite 0–1 contre le Brésil, match resté célèbre pour une parade exceptionnelle de Gordon Banks face à une tête de Pelé, et une victoire 1–0 contre la Tchécoslovaquie.
Le 14 juin 1970 à León, alors que Gordon Banks est absent à cause d'une intoxication alimentaire, l'Angleterre mène 2–0 au bout de cinquante minutes de jeu en quart de finale contre les Ouest-Allemands. Alf Ramsey fait alors sortir Bobby Charlton, les Allemands reviennent ensuite dans la partie et gagnent 3–2 après prolongation. La presse britannique tire à boulets rouges sur la tactique prudente de Sir Alf et en partie sur le gardien de but remplaçant, Peter Bonetti. La génération victorieuse en 1966 perd donc ainsi son titre acquis quatre ans plus tôt. Il est à noter que la préparation du tournoi a été perturbée par l'arrestation de Bobby Moore, suspecté d'avoir dérobé un bracelet dans une bijouterie de Bogota.
Pour le championnat d'Europe 1972, l'Angleterre termine première de son groupe qualificatif comprenant la Suisse, la Grèce et Malte. La RFA l'élimine cependant en quart de finale, lui barrant l'accès à la phase finale de la compétition avec une correction infligée à Wembley sur le score de 1–3. L'équipe d'Angleterre retrouve la Pologne et le pays de Galles dans le groupe qualificatif pour la coupe du monde 1974. La Pologne se qualifie aux dépens de l'Angleterre grâce à une victoire 2–0 à Chorzów et un match nul 1–1 obtenu à Wembley. Le dernier match qualificatif est marqué par le talent du portier polonais Jan Tomaszewski qui à plusieurs reprises repousse les tentatives anglaises, à contrario Peter Shilton se met en évidence par une erreur coûtant le but et la qualification. À nouveau, la stratégie de Ramsey est en partie responsable. L'équipe d'Angleterre est ainsi écartée de la coupe du monde et devient une des grandes absentes de l'édition de 1974. Quelques mois plus tard, Ramsey est limogé par la FA, dont de nombreux dirigeants affichaient depuis longtemps une certaine rancœur envers lui.

## Carrière de joueur

### Palmarès
- Champion d'Angleterre en 1951 avec Tottenham
- Vainqueur du Charity Shield en 1951 avec Tottenham

### Statistiques
| Saison    | Club              | Championnat     | Matchs | Buts |
| --------- | ----------------- | --------------- | ------ | ---- |
| 1946–1947 | Southampton       | Second Division | 23     | 1    |
| 1947–1948 | Southampton       | Second Division | 42     | 5    |
| 1948–1949 | Southampton       | Second Division | 25     | 2    |
| 1949–1950 | Tottenham Hotspur | Second Division | 41     | 4    |
| 1950–1951 | Tottenham Hotspur | First Division  | 40     | 4    |
| 1951–1952 | Tottenham Hotspur | First Division  | 38     | 5    |
| 1952–1953 | Tottenham Hotspur | First Division  | 37     | 6    |
| 1953–1954 | Tottenham Hotspur | First Division  | 37     | 2    |
| 1954–1955 | Tottenham Hotspur | First Division  | 33     | 3    |
| Total     | Total             | Total           | 316    | 32   |

| Angleterre | Angleterre | Angleterre |
| Année      | Sélections | Buts       |
| ---------- | ---------- | ---------- |
| 1948       | 1          | 0          |
| 1949       | 1          | 0          |
| 1950       | 9          | 0          |
| 1951       | 7          | 1          |
| 1952       | 7          | 0          |
| 1953       | 7          | 2          |
| Total      | 32         | 3          |

## Carrière d'entraîneur

### Palmarès
- Champion d'Angleterre en 1962 avec Ipswich
- Vainqueur de la Coupe du monde 1966 avec l'Angleterre

### Statistiques
| Équipe          | Pays                    | De             | À          | Stats | Stats | Stats | Stats | Stats      |
| Équipe          | Pays                    | De             | À          | J     | V     | N     | D     | % victoire |
| --------------- | ----------------------- | -------------- | ---------- | ----- | ----- | ----- | ----- | ---------- |
| Ipswich Town    | Drapeau de l'Angleterre | août 1955      | avril 1963 | 369   | 176   | 75    | 118   | 47,7       |
| Angleterre      | Drapeau de l'Angleterre | mai 1963       | mai 1974   | 113   | 69    | 27    | 17    | 61,1       |
| Birmingham City | Drapeau de l'Angleterre | septembre 1977 | mars 1978  | 26    | 10    | 4     | 12    | 38,5       |